# 保天
保天（1129年—1137年）是大理国皇帝段正严的第四個年号，共计9年。
年號名稱，雲南文獻大多記載年號為「保天」，唯李京《雲南志略》、李兆洛《紀元編》作「天保」，王崧《道光雲南志鈔》作「保人」。根據1956年大理鳳儀北湯天村董氏宗祠發現的佛經以及2008年11月通海白塔心出土的火葬墓碑碑文可知，年號是「保天」。
起訖年，方詩銘、李崇智、段玉明、李家瑞作1129年－？，王雲、黃德榮作1129年－1137年。

## 年號及改元出處
- 倪輅《南詔野史》：「宋徽宗大觀二年（1108），改元日新，又改元文治。……」
- 胡蔚《增訂南詔野史》：「宋徽宗戊子大觀二年（1108）即位。明年（1109），改元日新，又改元文治、永嘉、保天、廣運。……高宗丁卯紹興十七年（1147），王老，因諸子內爭外叛、遂禪位為僧，在位三十九年。」
- 王崧《雲南備徵志》：「宋大觀二年（1108）即位，改元日新。……三年（即位第三年，1110），改元文治。……禪位為僧，在位四十年。」
- 諸葛元聲《滇史》：「段氏十六世正嚴，以宋徽宗大觀二年戊子（1108）立，改元日新。庚寅（1110），改元文治。……正嚴于壬寅年（1122）改元永嘉。己酉（1129），改元保天。……戊午（1138），正嚴又改元廣運。丁卯（1147），避位為僧，在位凡四十年。」
- 李京《雲南志略》：「子政嚴立，改元日改（陶宗儀《說郛》作日新）、文治、永嘉、天保、廣運。在位四十年。」
- 楊慎《滇載記》：「正嚴以宋徽宗大觀二年（1108）立，四十年，改元四，曰日新、永嘉、保天、廣運。」
- 馮蘇《滇考》：「徽宗大觀二年（1108）子正嚴嗣，改元日新、文治、永嘉、保天、廣運。……立四十年，避位為僧。」
- 《白古通記淺述》：「正嚴立四十年。」
- 《諸佛菩薩金剛等啟請次第》：「時保天八年歲御丙辰九月十五日謹記。」[8]
- 《提意墓碑》：「保天六載……甲寅大皓……。」
- 《女珠、常轅（？）合葬墓碑》：「保天七年乙卯歲。」
- 《隴西氏慈母囗囗墓碑》：「保天九年。」

## 纪年對照表
| 保天 | 元年   | 二年   | 三年   | 四年   | 五年   | 六年   | 七年   | 八年   | 九年   |
| ---- | ------ | ------ | ------ | ------ | ------ | ------ | ------ | ------ | ------ |
| 公元 | 1129年 | 1130年 | 1131年 | 1132年 | 1133年 | 1134年 | 1135年 | 1136年 | 1137年 |
| 干支 | 己酉   | 庚戌   | 辛亥   | 壬子   | 癸丑   | 甲寅   | 乙卯   | 丙辰   | 丁巳   |

## 同期存在的其他政權年號
- 中國
  - 建炎（1127年－1130年）：宋－宋高宗趙構之年號
  - 紹興（1131年－1162年）：宋－宋高宗趙構之年號
  - 延慶（1124年－1133年）：西遼－遼德宗耶律大石之年號
  - 康國（1134年－1143年）：西遼－遼德宗耶律大石之年號
  - 天會（1123年－1137年）：金－金太宗完顏晟、金熙宗完顏亶之年號
  - 正德（1127年－1134年）：西夏－夏崇宗李乾順之年號
  - 大德（1135年－1139年）：西夏－夏崇宗李乾順之年號
- 越南
  - 天順（1128年－1132年）：李朝－李陽煥之年號
  - 天彰寶嗣（1133年－1138年九月）：李朝－李陽煥之年號
  - 紹明（1138年－1140年二月）：李朝－李天祚之年號
- 日本
  - 大治（1126年－1131年）：崇德天皇之年號
  - 天承（1131年－1132年）：崇德天皇之年號
  - 長承（1132年－1135年）：崇德天皇之年號
  - 保延（1135年－1141年）：崇德天皇之年號